# Irena Piela
Irena Piela (ur. 26 stycznia 1957 w Pewli Ślemieńskiej, zm. 16 czerwca 1981 w Dobrodzieniu) – polska narciarka, medalistka mistrzostw Polski.
Była zawodniczką LKS Klimczok Bystra. W swojej karierze trzykrotnie zdobywała medale mistrzostw Polski seniorów. W 1981 zdobyła dwa srebrne medale - w biegach na 5 km i 10 km, w 1977 była trzecia w biegu na 10 km. W 1976 była rezerwową podczas Zimowych Igrzysk Olimpijskich w Innsbrucku. Zginęła w wypadku samochodowym, jadąc na obóz kadry do Wałcza.
27 stycznia 1985 roku w Bystrej odbył się I Memoriał im. Ireny Pieli w biegach narciarskich.